# Corsa del XX settembre 1920
La Corsa del XX settembre 1920, già Roma-Napoli-Roma, quindicesima edizione della corsa, si svolse il 20 settembre 1920 su un percorso di 408,6 km. La vittoria fu appannaggio dell'italiano Angiolo Marchi, che completò il percorso in 17h10'00", precedendo i connazionali Lauro Bordin e Nicola Di Biase.
Sul traguardo di Roma 2 ciclisti, su 8 partiti dalla medesima località, portarono a termine la competizione. Nicola Di Biase, concluse la prova, fuori tempo massimo, ma venne ugualmente classificato terzo e completò il podio.

## Ordine d'arrivo (Top 3)
| Pos. | Corridore       | Squadra         | Tempo     |
| ---- | --------------- | --------------- | --------- |
| 1    | Angiolo Marchi  | -               | 17h10'00" |
| 2    | Lauro Bordin    | Bianchi-Pirelli | s.t.      |
| 3    | Nicola Di Biase | -               | FTM       |